# Тканинна рідина

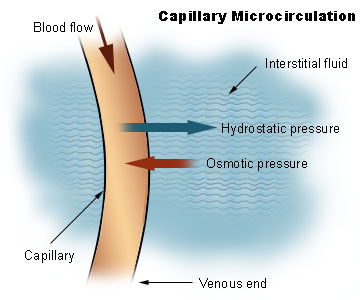

Ткани́нна рідина́, міжклітинна рідина — рідина, що заповнює міжклітинні й навколоклітинні простори тканини і органів тварини і людини; разом з кров'ю і лімфою є внутрішнім середовищем організму. За хімічним складом близька до плазми крові. але містить меншу кількість білка. До Т. р. з плазми крові надходять кисень і поживні речовини, необхідні клітинам, а з клітин — продукти їхнього обміну. Склад і властивості Т. р. мають певну сталість, що забезпечується механізмами гомеостазу. Відтікаючи від органів в лімфатичні судини, Т. р. перетворюється на лімфу. Функція тканинної рідини омивати клітини організму.
Функція
1. Проміжне середовище між кров'ю та клітинами
2. Транспортує кисень з крові до клітини. Із крові до тканинної рідини надходять поживні речовини, вода, кисень, а з тканинної рідини до крові — продукти розпаду поживних речовин (аміак, вуглекислий газ тощо).